# 泰州市第四人民医院
泰州市第四人民医院，是中国江苏省的一所医院，为二级医院，位于泰州市稻河路58号。

## 规模
泰州市第四人民医院总床位360张，日门诊量250人次。